# Crassitoniella carinata
Crassitoniella carinata är en snäckart som beskrevs av Winston F. Ponder 1965. Crassitoniella carinata ingår i släktet Crassitoniella och familjen Eatoniellidae. Inga underarter finns listade i Catalogue of Life.